# 舌珍魚
舌珍魚，為輻鰭魚綱水珍魚目水珍魚科的其中一種，為底棲性魚類，分布於東大西洋區，從西班牙南部至茅利塔尼亞，包括地中海西部海域，體長可達20公分，棲息在大陸棚邊緣底層水域，以甲殼類為食，生活習性不明。

## 扩展阅读
維基物種上的相關：舌珍魚